# Клара (станция)
Клара — железнодорожная станция, открытая 3 октября 1859 года и обеспечивающая транспортной связью одноимённый посёлок в графстве Оффали, Республика Ирландия. До закрытия линии Атлон — Маллингар станция была её железнодорожным узлом с ответвлением до Стримстауна.